# 西北纪念医院
西北纪念医院（英语：Northwestern Memorial Hospital (NMH)）是西北大学及其医学院附属的全国性学术医疗中心及主要教学医院，坐落于美国伊利诺伊州芝加哥市中心的Streeterville街区。它是西北大学医疗系统的旗舰机构。  该医疗系统还下辖一级儿科创伤中心芝加哥卢里儿童医院以及外科和康复领域的领导者Shirley Ryan AbilityLab。

## 历史
西北纪念医院成立于1972年9月1日，坐落于西北大学的芝加哥校区内，建筑面积超过3,000,000平方英尺（280,000平方），并拥有894个住院床位。 超过1900名医师几乎涵盖了每个医学科别；他们同时也在费恩伯格医学院任教。 在2018年，西北大学的医学院吸引了美国卫生院4.84亿美元的研究经费，在所有的医学院中位列第15位。

## 排名
西北纪念医院在2020年《美国新闻和世界报道》发布的全国最佳医院排名中位列第10名，在芝加哥和伊利诺伊州均连续九年位列第1名。 在该排名中，西北纪念医院在12个成人医学科别中均榜上有名。